# Look Like Hell
Look Like Hell è il primo album del gruppo musicale Sleeze Beez, uscito nel 1987 per l'etichetta discografica Red Bullet Records.

## Tracce
1. Girls Girls, Nasty Nasty
2. Party Animals
3. Hit and Run
4. Warchild
5. Too Wild to Be Innocent
6. Dyin to Live
7. Shame, Shame, Shame
8. Jesse
9. Hot and Heavy...Women
10. Look Like Hell

## Formazione
- Tiger (Tigo Fawzi) - voce
- Chriz Van Jaarsveld - chitarra
- Don Van Spall - chitarra
- Ed Jongsma - basso
- Jan Koster - batteria